# Staphylinochrous ugandensis
Staphylinochrous ugandensis là một loài bướm đêm thuộc họ Anomoeotidae. Loài này có ở châu Phi.